# Arsite
Arsite (in greco antico: Ἀρσíτης?, Arsìtes; ... – 334 a.C.) è stato un satrapo persiano della Frigia ellespontica sotto Dario III.

## Biografia
Fu primus inter pares tra i comandanti persiani nella battaglia del Granico. In seguito, Alessandro nominò il suo generale Calas nuovo satrapo della provincia, destituendolo.